# Arthur Wimperis
Arthur Harold Wimperis (* 3. Dezember 1874 in London; † 14. Oktober 1953 in Maidenhead, Berkshire, England) war ein britischer Librettist, Liedtexter und Drehbuchautor.

## Leben
Arthur Wimperis besuchte das Dulwich College und das University College London. Nach seinem Militärdienst im Zweiten Burenkrieg (1899–1902) betätigte er sich als Librettist von Operetten. Zusammen mit Mark Ambient, Alexander M. Thompson, Lionel Monckton und Howard Talbot landete er mit The Arcadians (1909) einen der größten Bühnenhits zur Zeit von Edward VII. Später übersetzte er auch deutsche Operetten ins Englische, darunter The Girl in the Taxi basierend auf Die keusche Susanne.
Nachdem er auch im Ersten Weltkrieg an der Front zum Einsatz gekommen war, kehrte er zur Bühne zurück und schrieb weiterhin erfolgreiche Liedtexte. Ende der 1920er Jahre wandte er sich dem britischen Film zu, wo er fortan an zahlreichen Drehbüchern als Autor beteiligt war, darunter besonders häufig bei Produktionen von Alexander Korda, wie Das Privatleben Heinrichs VIII. (1933), Katharina die Große (1934) und Vier Federn (1939).
1940 kam er als Überlebender der City of Benares nach Hollywood, wo er einen Vertrag bei MGM unterzeichnete. 1943 erhielt er zwei Oscar-Nominierungen in der Kategorie Bestes adaptiertes Drehbuch für zwei Filme mit Greer Garson: Gefundene Jahre (1942) von Mervyn LeRoy und William Wylers Kriegsdrama Mrs. Miniver (1942), für das Wimperis schließlich den Oscar zusammen mit Claudine West, George Froeschel und James Hilton erhielt. Wimperis starb 1953 im Alter von 78 Jahren in Maidenhead, England.

## Filmografie (Auswahl)
- 1932: Wedding Rehearsal – Regie: Alexander Korda
- 1933: Das Privatleben Heinrichs VIII. (The Private Life of Henry VIII.) – Regie: Alexander Korda
- 1934: Katharina die Große (The Rise of Catherine the Great) – Regie: Paul Czinner
- 1934: Die scharlachrote Blume (The Scarlet Pimpernel) – Regie: Harold Young
- 1937: Dunkle Geschäfte (Dark Journey) – Regie: Victor Saville
- 1937: Tatjana (Knight Without Armour) – Regie: Jacques Feyder
- 1937: The Return of the Scarlet Pimpernel – Regie: Hanns Schwarz
- 1938: Besuch zur Nacht (The Divorce of Lady X) – Regie: Tim Whelan
- 1938: Gefahr am Doro-Paß (The Drum) – Regie: Zoltan Korda
- 1939: Testflug QE 97 (Q Planes) – Regie: Tim Whelan, Arthur B. Woods
- 1939: Vier Federn (The Four Feathers) – Regie: Zoltan Korda
- 1939: Die Millionenbraut (Over the Moon) – Regie: Thornton Freeland
- 1942: Mrs. Miniver – Regie: William Wyler
- 1942: Gefundene Jahre (Random Harvest) – Regie: Mervyn LeRoy
- 1947: If Winter Comes – Regie: Victor Saville
- 1948: Die unvollkommene Dame (Julia Misbehaves) – Regie: Jack Conway
- 1949: Schicksal in Wien (The Red Danube) – Regie: George Sidney
- 1949: Das Schicksal der Irene Forsyte (That Forsyte Woman) – Regie: Compton Bennett
- 1953: Die Thronfolgerin (Young Bess) – Regie: George Sidney

## Auszeichnungen
- 1943: Oscar in der Kategorie Bestes adaptiertes Drehbuch zusammen mit George Froeschel, Claudine West und James Hilton für Mrs. Miniver
- 1943: Oscar-Nominierung in der Kategorie Bestes adaptiertes Drehbuch zusammen mit George Froeschel und Claudine West für Gefundene Jahre